# Юркино (Юринський район)
Ю́ркино (рос. Юркино, марій. Шодыгол) — селище у складі Юринського району Марій Ел, Росія. Адміністративний центр Юркинського сільського поселення.

## Населення
Населення — 1019 осіб (2010; 1217 у 2002).
Національний склад (станом на 2002 рік):
- росіяни — 83 %